# Clasamentul antrenorilor din Cupa Ligii
Tabelul de mai jos cuprinde clasamentul antrenorilor din Cupa Ligii, ordonat după numărul de trofee ale Cupei României câștigate. Cifrele sunt valabile la 17 iunie 2023. Antrenorul care stă pe bancă în ultima etapă a sezonului e considerat câștigătorul de drept al trofeului.

## Tabelul cronologic al antrenorilor câștigători
| Ediții | Antrenori            | Cupe | Sezoane   | Cluburi             |
| ------ | -------------------- | ---- | --------- | ------------------- |
| 1      | Viorel Hizo          | 1    | 1994      | Rapid București     |
| 2      | Florin Halagian      | 1    | 1998      | FCM Bacău           |
| 3      | Constantin Cârstea   | 1    | 2000      | ACF Gloria Bistrița |
| 4      | Costel Gâlcă         | 1    | 2014-2015 | FCSB                |
| 5      | Laurențiu Reghecampf | 1    | 2015-2016 | FCSB                |
| 6      | Cosmin Contra        | 1    | 2016-2017 | Dinamo București    |

## Clasamentul antrenorilor din Cupa Ligii
| Ediții | Antrenori            | Cupe | Sezoane   | Cluburi             | Note                                                                  |
| ------ | -------------------- | ---- | --------- | ------------------- | --------------------------------------------------------------------- |
|        | Viorel Hizo          | 1    | 1994      | Rapid București     | Primul antrenor care a câștigat Cupa Ligii.                           |
|        | Florin Halagian      | 1    | 1998      | FCM Bacău           | Primul antrenor care a câștigat Cupa Ligii cu o echipă din provincie. |
|        | Constantin Cârstea   | 1    | 2000      | ACF Gloria Bistrița |                                                                       |
|        | Costel Gâlcă         | 1    | 2014-2015 | FCSB                |                                                                       |
|        | Laurențiu Reghecampf | 1    | 2015-2016 | FCSB                |                                                                       |
|        | Cosmin Contra        | 1    | 2016-2017 | Dinamo București    |                                                                       |